# Département de Totonicapán
Totonicapán est un des 22 départements du Guatemala. Son chef-lieu est Totonicapán.

## Géographie
Totonicapán se situe dans la région montagneuse située dans l'ouest du Guatemala. Ses habitants mayas parlent le quiché.
Cuatros Caminos (quatre chemins) est un célèbre lieu-dit, où se croisent les routes pour Quetzaltenango, Guatemala Ciudad, Huehuetenango et Totonicapán.

## Histoire
Le chroniqueur Francisco Antonio de Fuentes y Guzmán décrivit les municipalités de Totonicapán en 1689, dans son Recordación Florida, dans lequel il confirme l'existence d'un peuplement de la région dans la période précolombienne.
Les habitants de Totonicapán se révoltèrent le 20 février 1820 contre les impôts jugés trop élevés, à Santa María Chiquimula.

## Municipalités
1. Momostenango
2. San Andrés Xecul
3. San Bartolo
4. San Cristóbal Totonicapán
5. San Francisco El Alto
6. Santa Lucía La Reforma
7. Santa María Chiquimula
8. Totonicapán